# Юбилейная медаль «70 лет Вооружённых Сил СССР»
Юбилейная медаль «70 лет Вооружённых Сил СССР» учреждена Указом Президиума Верховного Совета СССР от 28 января 1988 года в ознаменование 70-й годовщины Вооружённых Сил СССР. Автор рисунка медали — художник А. Б. Жук.

## Положение о медали

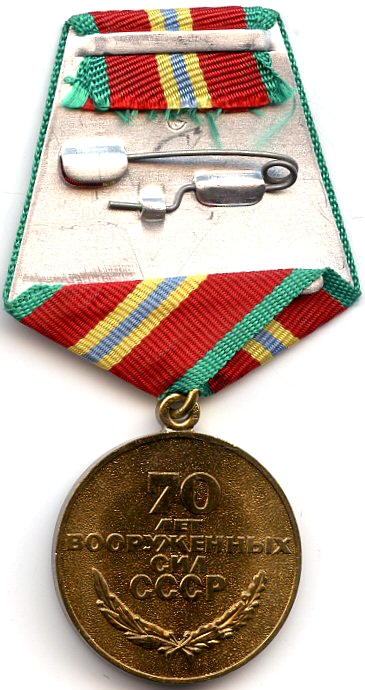
Реверс медали

Юбилейной медалью «70 лет Вооружённых Сил СССР» награждаются:
- лица офицерского состава, прапорщики, мичманы и военнослужащие сверхсрочной службы, состоящие к 23 февраля 1988 года на действительной военной службе в Советской Армии, Военно-Морском Флоте, пограничных и внутренних войсках, а также в органах Комитета государственной безопасности СССР;
- бывшие красногвардейцы, лица, принимавшие участие в боевых действиях по защите советской Родины в качестве военнослужащих, партизаны Гражданской войны и Великой Отечественной войны 1941—1945 гг.;
- лица, уволенные с действительной военной службы в запас или отставку, прослужившие в Советской Армии, Военно-Морском Флоте, пограничных и внутренних войсках и в органах Комитета государственной безопасности СССР 20 и более лет в календарном исчислении;
- лица, награждённые за время прохождения действительной военной службы орденами СССР либо медалями:
  - Медаль «За отвагу»
  - Медаль Ушакова
  - Медаль «За боевые заслуги»
  - Медаль Нахимова
  - Медаль «За отличие в охране государственной границы СССР»
  - Медаль «За отличие в воинской службе»
  - Медаль «За отличную службу по охране общественного порядка»
- Все военнослужащие срочной службы, числившиеся в личном составе частей Ограниченного контингента советских войск в Афганистане (ОКСВА) по состоянию на 23 февраля 1988 года.

Юбилейная медаль «70 лет Вооружённых Сил СССР» носится на левой стороне груди и располагается после медали «60 лет Вооружённых Сил СССР».
По состоянию на 1 января 1995 года юбилейной медалью «70 лет Вооружённых Сил СССР» награждено приблизительно 9 842 160 человек.

## Описание медали
Юбилейная медаль «70 лет Вооружённых Сил СССР» изготовляется из латуни и имеет форму правильного круга диаметром 32 мм.
На лицевой стороне медали, в центральной её части, размещены профильные погрудные изображения лётчика, моряка и солдата сухопутных войск, обращённые влево. По окружности медали проходят лавровые ветви. В верхней части аверса медали — изображение пятиконечной звезды с серпом и молотом в центре, в нижней — расположенные в две строки цифры «1918» и «1988».
На оборотной стороне в пять строк расположена надпись «70 ЛЕТ ВООРУЖЁННЫХ СИЛ СССР». Ниже надписи — лавро-дубовый венок.
Края медали окаймлены бортиком. Все надписи и изображения на медали выпуклые.
Медаль при помощи ушка и кольца соединяется с пятиугольной колодочкой, обтянутой шёлковой муаровой лентой красного цвета шириной 24 мм. Края ленты окантованы зелёными полосками. Посередине ленты продольная полоска голубого цвета, и две полоски золотистого цвета по обе стороны от голубой.